# Accademia Carrara
La pinacoteca dell'Accademia Carrara, fondata nel 1796 da Giacomo Carrara, è considerata il museo del collezionismo italiano e una raccolta a livello europeo, ospitata nel palazzo omonimo posto in piazza Giacomo Carrara anticamente conosciuta come via Pignolo. Il percorso espositivo, rinnovato e rivisitato nel 2023, presenta oltre trecento opere, con capolavori di Pisanello, Mantegna, Giovanni Bellini, Botticelli, Raffaello, Tiziano, Lotto, Giovan Battista Moroni e altri maestri della pittura italiana. La visita si snoda lungo un arco cronologico di cinque secoli, dall'inizio del Quattrocento alla fine dell'Ottocento.

## Storia

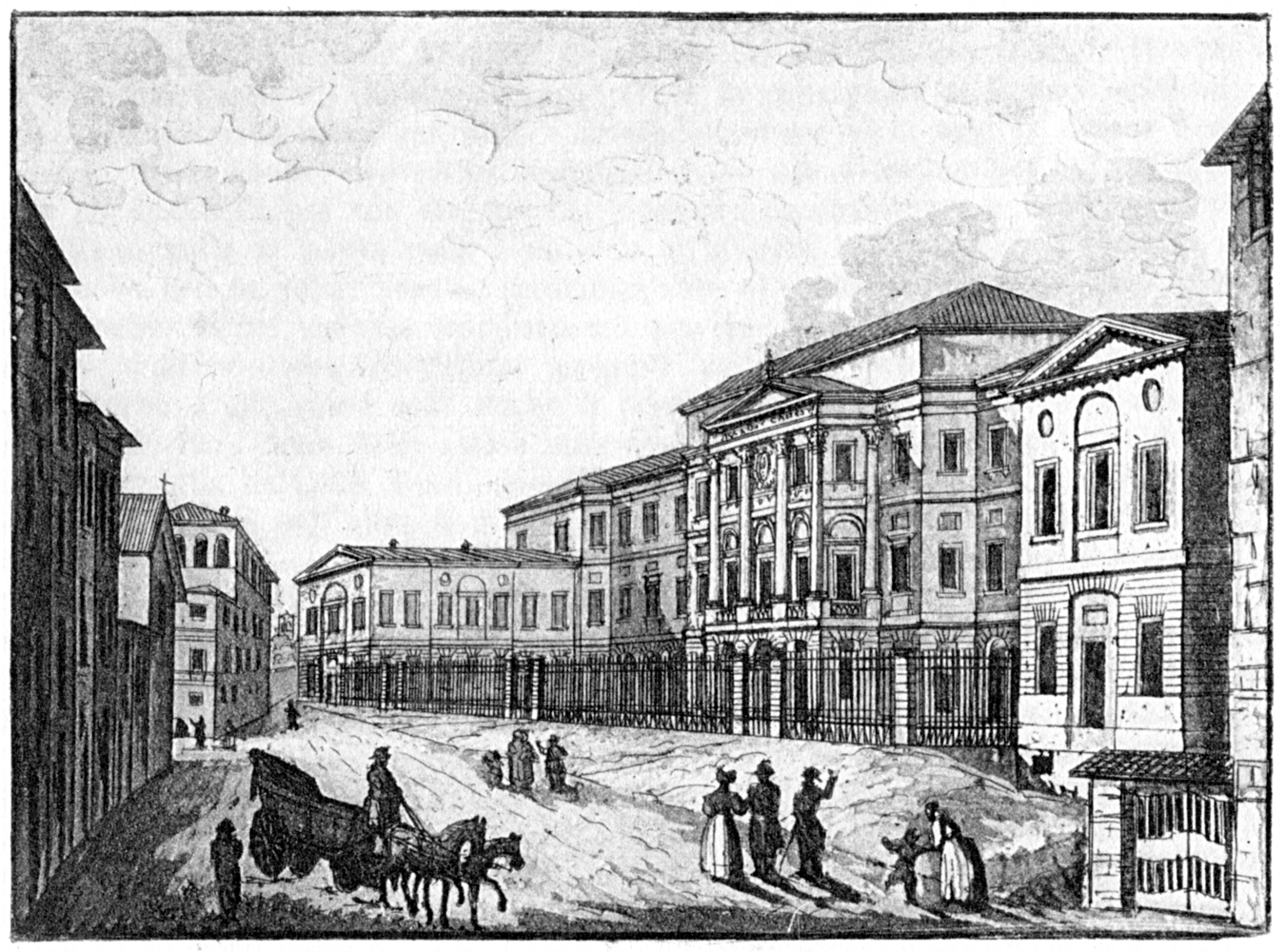
L'Accademia Carrara in una incisione del 1843.

L'Accademia Carrara sorse alla fine del Settecento grazie alla generosità del lascito del conte Giacomo Carrara, la cui ricchissima raccolta di dipinti, disegni e stampe costituisce il nucleo primario della pinacoteca. Accanto alla galleria il conte bergamasco fece istituire anche la Scuola, con l'intenzione di creare un singolare connubio che permettesse agli studenti di affiancare allo studio e alla pratica anche l'osservazione dei modelli presenti nell'adiacente pinacoteca. La gestione delle due istituzioni venne affidata alla “Commissarìa”, un organismo composto da esponenti dell'aristocrazia della città di Bergamo.
Il palazzo dell'Accademia , conforme ai disegni di Costantino Gallizioli, risale agli anni che vanno dal 1767 al 1774. La Commissaria , nel 1804, decise di ampliare gli spazi e costruire un nuovo edificio. Furono invitati a presentare progetti gli architetti Leopoldo Polack e Simone Elia e il progetto di quest'ultimo, in stile neoclassico, fu scelto con un solo voto di maggioranza. L'edificio in cui si colloca ancora il museo ospitava inizialmente anche la Scuola, poi trasferita nel cortile retrostante tra il 1912 e il 1914.
Il palazzo si sviluppa su tre livelli con pianta a U, con una parte aggiunta nella zona retrostante. La parte centrale del palazzo ospita le sale espositive, mentre i locali laterali sono dedicati agli uffici amministrativi e direzionali. Preceduto da un ampio giardino ospitanti piante d'alto fusto che fanno da barriera con il trafficato urbano cittadino di via San Tomaso che conduce al centro della città bassa di Bergamo. Una grande cancellata ferrea anticipa l'ingresso. Quattro grandi colonne palladiane sono presenti nella parte centrale della facciata, che avanza rispetto alle sezioni laterali, complete di alto basamento e capitelli d'ordine ionico che reggono il timpano triangolare. Tre aperture sono presenti a ogni livello; quelle inferiori con grandi vetrate corrispondono all'ingresso alla pinacoteca espositiva, le finestre al secondo livello ospitano archi a tutto sesto, mentre quelle poste al terzo piano sono solo due laterali perché centrale è ospitato il grande orologio.
L'Accademia ha visto crescere significativamente il proprio patrimonio per merito di una fitta serie di donazioni e lasciti, che testimoniano un'ininterrotta tradizione di mecenatismo avviata dal munifico gesto del conte Carrara. Il museo è per questo affettuosamente definito 'Museo del Collezionismo'. Questa tradizione è stata poi suggellata, nel 1958, dall’immissione del Comune di Bergamo nella titolarietà dell’istituzione, che in questo modo divenne a tutti gli effetti un museo civico.
Dopo sette anni di chiusura, necessari per provvedere a lavori di restauro e di adeguamento impiantistico dell'edificio, l'Accademia Carrara riapre al pubblico nell'aprile del 2015. A partire dal 2016 la gestione del museo è affidata alla Fondazione Accademia Carrara.

## Il patrimonio
A differenza di molti musei civici italiani, nati in seguito alle soppressioni degli enti ecclesiastici e alla dispersione delle quadrerie aristocratiche, l’Accademia Carrara è soprattutto il risultato della generosità di privati, appassionati d’arte e collezionisti, che hanno lasciato al museo le loro raccolte, piccoli nuclei di oggetti d'arte o anche singole opere. In testa al lungo elenco di donatori, che testimonia una lunga propensione al mecenatismo cittadino, svettano le figure di Giacomo Carrara (1796), Guglielmo Lochis (1866), Giovanni Morelli (1891) e Federico Zeri (1998). I loro lasciti costituiscono la spina dorsale del museo e contribuiscono a definire il carattere generale delle raccolte dell’Accademia Carrara; tuttavia, accanto alle donazioni maggiori, sono stati raccolti negli anni oltre duecento lasciti, che hanno arricchito e diversificato le collezioni del museo.
La raccolta più significativa è quella dei dipinti, che abbraccia un ampio arco cronologico, dal Rinascimento alla fine dell'Ottocento. Le sculture sono un gruppo numericamente circoscritto, ma di grande interesse, soprattutto quelle di età barocca. A dipinti e sculture, protagonisti del percorso di visita, si aggiungono una ricca raccolta di disegni e stampe e preziosi nuclei di arti decorative: bronzetti, medaglie, ventagli, porcellane, peltri, argenti e oreficerie. I fondi antichi dell'archivio e della biblioteca storica completano il patrimonio museale.
Il patrimonio del museo conta in totale circa 1800 dipinti, più di 3000 disegni, oltre 8000 stampe. Oltre a quelli: sculture, mobili, oggetti di arti minori, una biblioteca storica con volumi già appartenuti a Giacomo Carrara e materiali legati all'Accademia di Belle Arti.

### Dipinti
I dipinti costituiscono la raccolta più importante, sia per numero sia per qualità. In totale il museo ne custodisce ben 1793, numero che continua a crescere grazie alle donazioni costanti dei privati. Poche altre pinacoteche in Italia possono vantare una rassegna tanto completa delle scuole veneta e lombarda, oltre a un nucleo selezionato di opere toscane del Rinascimento.
Da Pisanello a Mantegna, da Foppa a Bellini, e, ancora, Raffaello, Tiziano, Lotto, Moroni, Baschenis, Rubens, Tiepolo, Canaletto, Guardi, Hayez e Previati, sono gli autori di alcune opere della Pinacoteca. Particolarmente significativa è inoltre la raccolta di dipinti dei maestri e allievi della Scuola dell'Accademia Carrara, che comprende opere di Diotti, Piccio, Coghetti, Trécourt e Scuri, tra gli altri.

### Sculture
Le sculture in totale sono 134. Gli oggetti più antichi sono le tre sculture di scuola toscana rinascimentale, giunti in museo attraverso il legato di Giovanni Morelli nel 1891. Nucleo considerevole è quello donato da Federico Zeri nel 1998: 46 oggetti, tra i quali opere di Pietro Bernini, Domenico Guidi, Filippo Parodi, Giovan Francesco Arrighi.
Il patrimonio scultoreo è completato da una serie di busti dell'Ottocento e del primo Novecento, che raffigurano soprattutto personaggi legati alla storia e all’arte locale. 

### Disegni
I disegni antichi sono 2.824, per la maggior parte raccolti dal conte Giacomo Carrara sia per ragioni di gusto collezionistico sia per la Scuola di pittura da lui fondata. A questo cospicuo nucleo si sono aggiunti altri gruppi di disegni: i fogli architettonici di Giacomo Quarenghi e della sua scuola e i disegni del Piccio e dell'Ottocento bergamasco.
Raccolta distinta è quella dei 777 elaborati grafici degli allievi dell'Accademia di Belle Arti dal primo Ottocento alla metà del Novecento.

### Stampe
Le stampe sono rappresentate da Mantegna, Dürer, Piranesi e Canaletto. L'Accademia Carrara ne possiede 7.500 spesso riunite in volumi perché utilizzate soprattutto a scopo didattico.

### Medaglie
Tra le raccolte dell'Accademia Carrara sono conservate anche 221 monete greche, romane, medievali e italiane fino all’Ottocento, e 976 medaglie dal Quattrocento all’Ottocento, con una prevalenza di medaglie cinquecentesche. Di particolare interesse sono il nucleo di medaglie di Pisanello, la serie di ritratti di personaggi cinquecenteschi, quella di ritratti di papi e quella della collezione Vimercati Sozzi.  

### Archivi storici
I materiali degli archivi storici, consultabili da storici e studiosi, documentano gli oltre due secoli di vita dell'Accademia Carrara. I numerosi faldoni (quasi 300) sono stati recentemente riordinati e inventariati secondo la suddivisione già esistente in due fondi:
1. Archivio di Giacomo Carrara, contenente documenti personali, di famiglia e lettere, datate circa fino al 1796.
2. Archivio Commissarìa, che conserva i documenti dell'Accademia di Belle Arti e della Pinacoteca, dal 1800 circa al 1960 circa.

### Biblioteca storica
La biblioteca storica comprende un totale di 1300 volumi, dal Cinquecento all’Ottocento. Il suo nucleo più importante è costituito dai libri appartenuti a Giacomo Carrara, a cui si aggiungono quelli dalla collezione di Salvatore Orsetti e i volumi legati all’attività dell'Accademia di Belle Arti.
Sebbene non manchi la letteratura (Plutarco, Plinio il Vecchio, Giovanni Boccaccio, Pietro Bembo, Torquato Tasso), prevalgono i testi di storia dell'arte, opere di Leon Battista Alberti, Giorgio Vasari, Giovan Paolo Lomazzo, Sebastiano Serlio e Marco Boschini, tra gli altri.  
Alcuni dei volumi (circa 200) sono in deposito temporaneo presso la Biblioteca Civica Angelo Mai di Bergamo. 

### Altre raccolte
Il museo custodisce anche una pluralità disparata di oggetti, che rispecchia i gusti di un collezionismo colto sette-ottocentesco, attento alle arti che oggi chiamiamo ‘minori’. Ai mobili e agli arredi si accompagnano quindi porcellane, bronzetti, argenti, oreficerie, vetri, orologi da tavolo, ma anche piccole collezioni di oggetti piuttosto rari: 46 sigilli antichi e moderni, tra i quali due sigilli personali di Giacomo Carrara; 1.632 solfi, cioè calchi settecenteschi di sigilli antichi; 60 ventagli provenienti dalla famiglia Sottocasa; 133 peltri appartenenti al lascito Albertoni (2001).  

## I capolavori

### Sala 1
- Benozzo Gozzoli, Madonna con il Bambino, due angeli reggicortina e due angeli musicanti, 1440-1445 circa

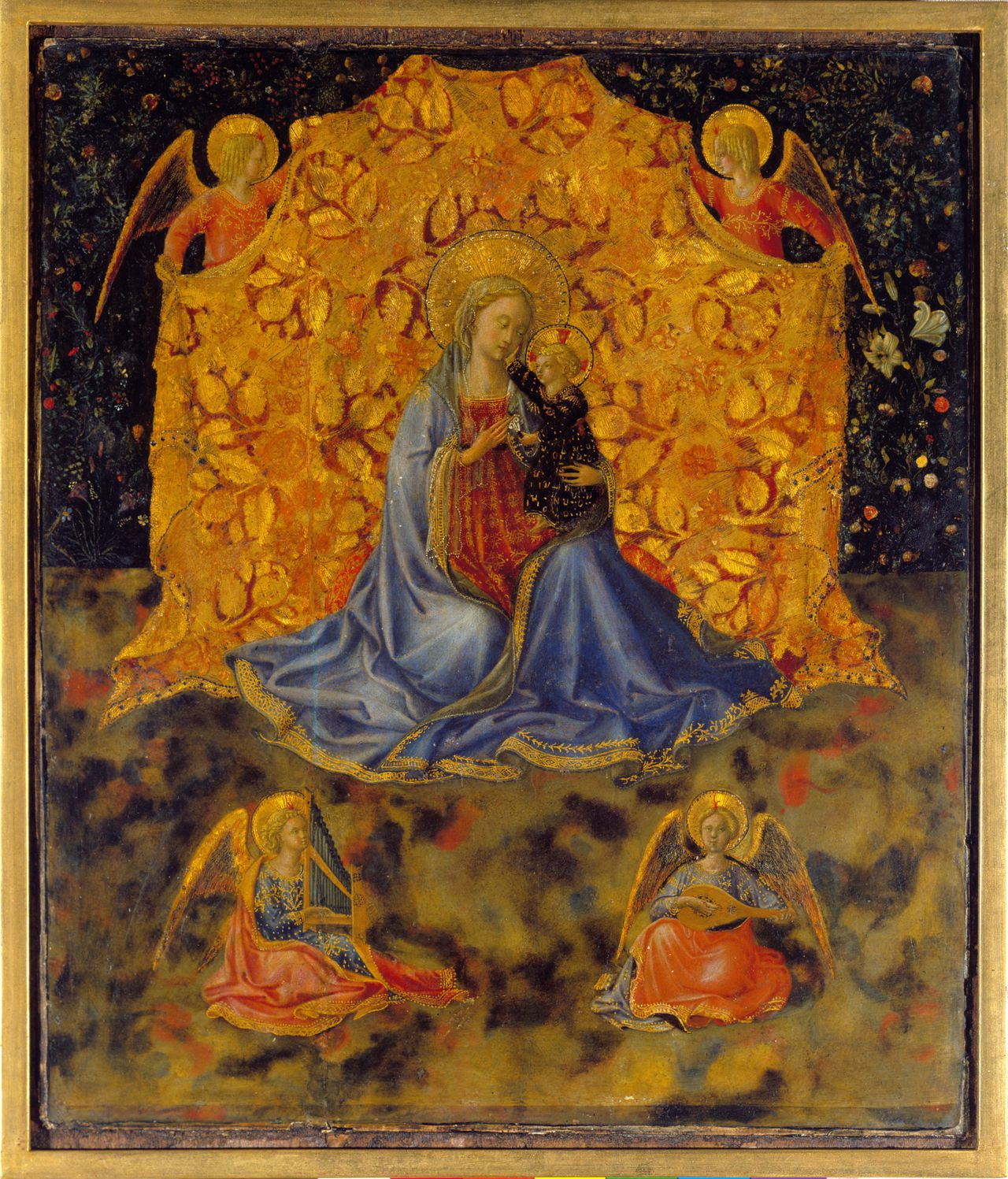

### 2
- Pisanello, Ritratto di Leonello d’Este, 1441-1444 circa

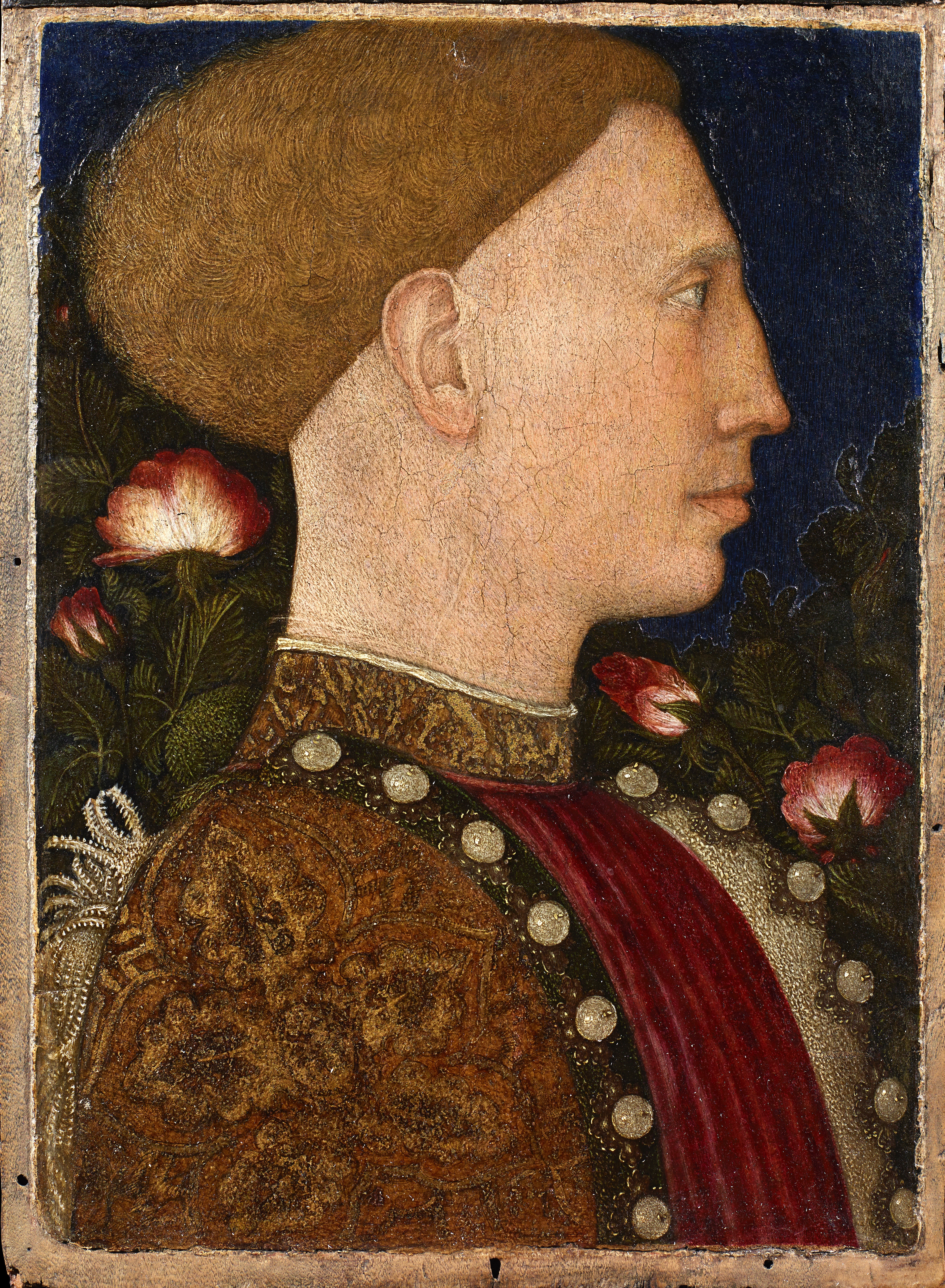

### Sala 3
- Andrea Mantegna, Madonna con il Bambino, 1485

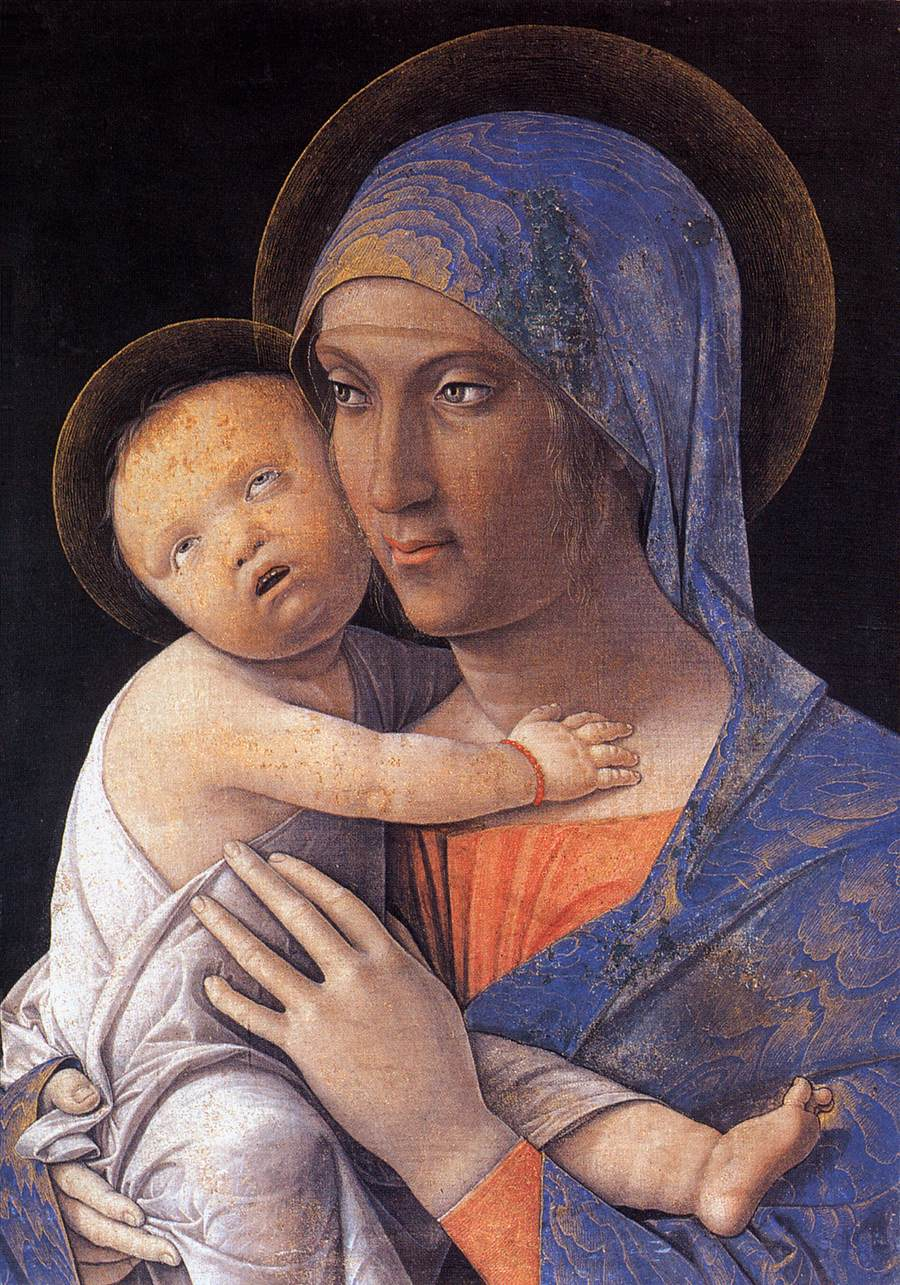

### Sala 4
- Giovanni Bellini, Madonna col Bambino, 1476 circa

### Sala 5
- Gagini, Busto di Matteo Barresi

### Sala 6
- Pietro Bernini, Andromeda Saint Sebastian, 1601-1602 circa

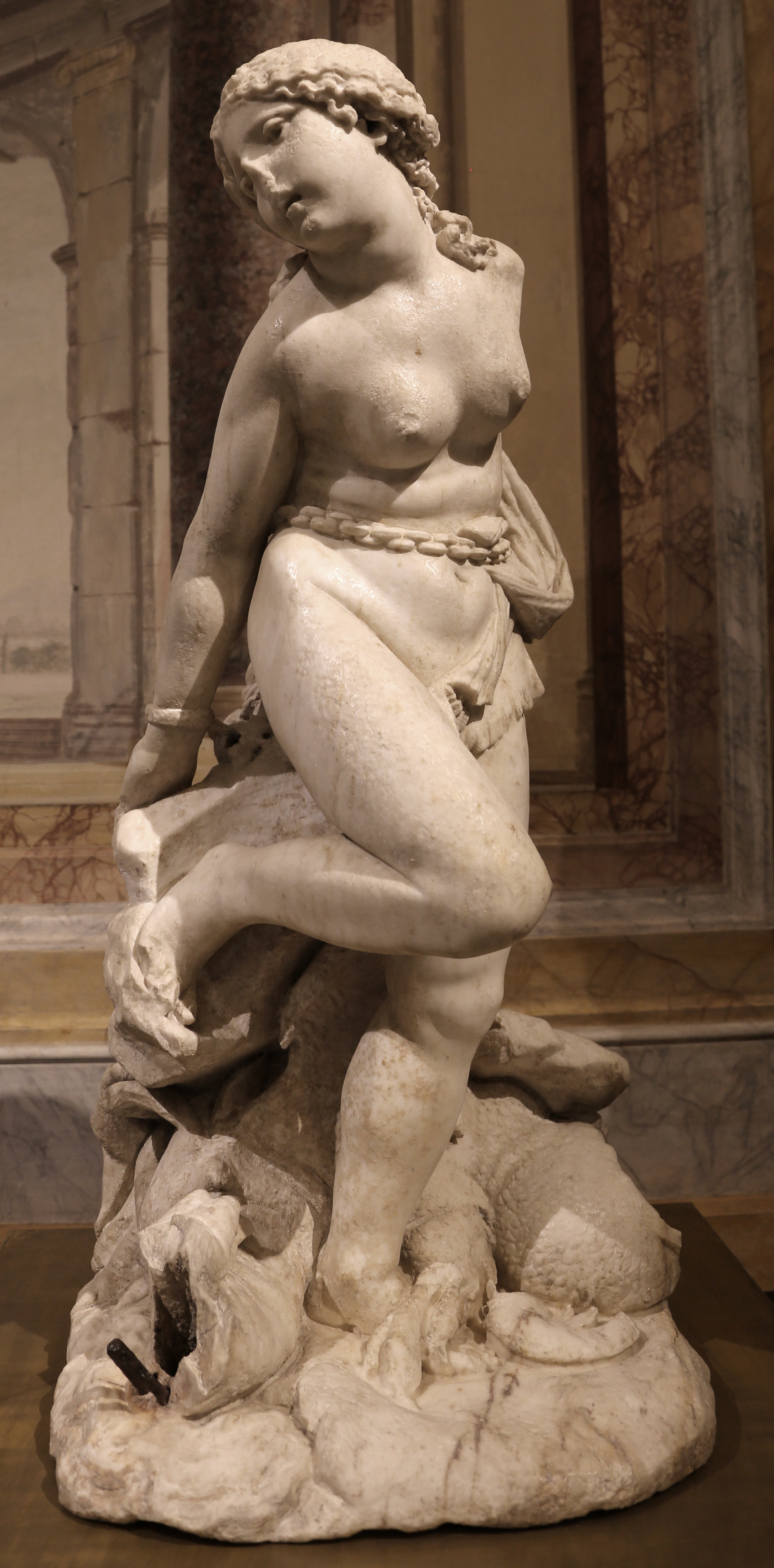

### Sala 7
- Raffaello, San Sebastiano, 1501-1502 circa

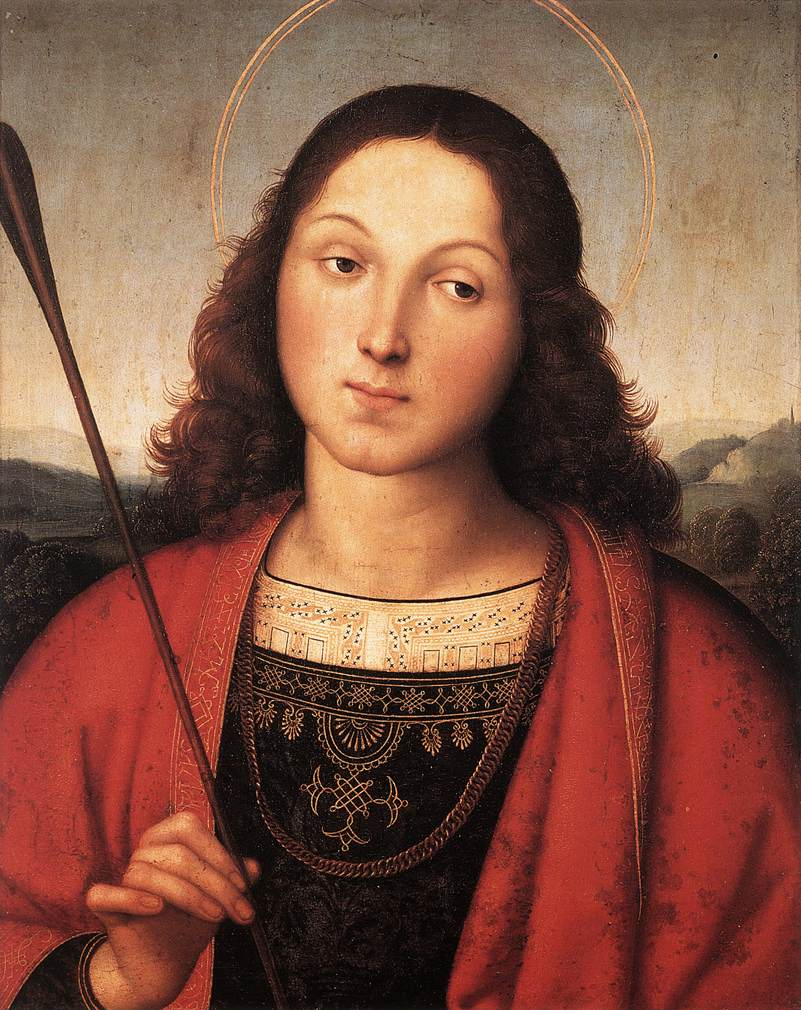

### Sala 8
- Vincenzo Foppa, Crocifissione, 1450-1456

### Sala 9
- Giovanni Antonio Boltraffio, Madonna del latte, 1508 circa

### Sala 10
- Lorenzo Lotto, Nozze mistiche di santa Caterina d'Alessandria e Niccolò Bonghi, 1501-1502 circa

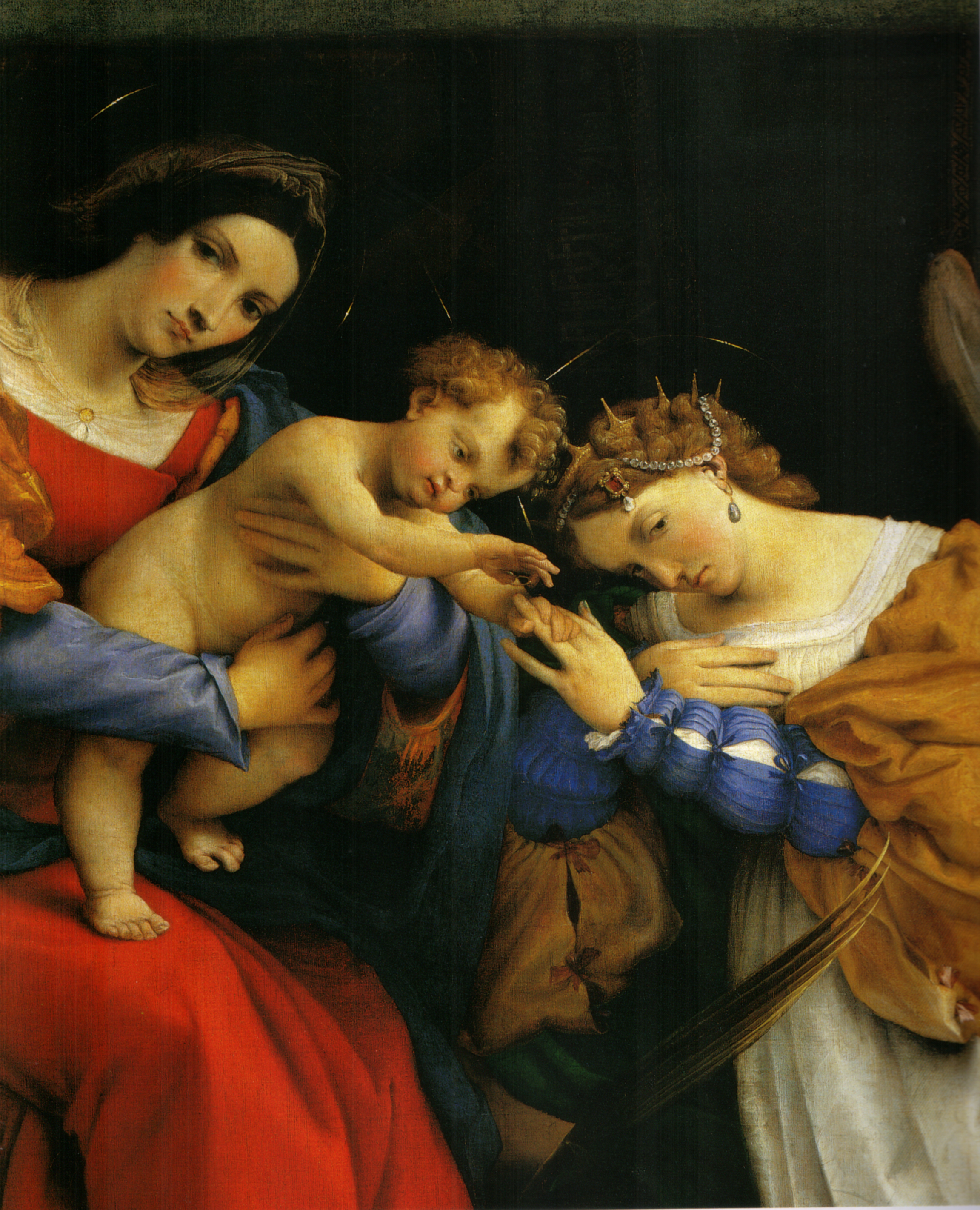

- Giovanni Cariani, Ritratto di Giovanni Benedetto Caravaggi, 1510 circa

### Sala 11
- Giovan Battista Moroni, Ritratto di vecchio seduto, 1575-1579 circa

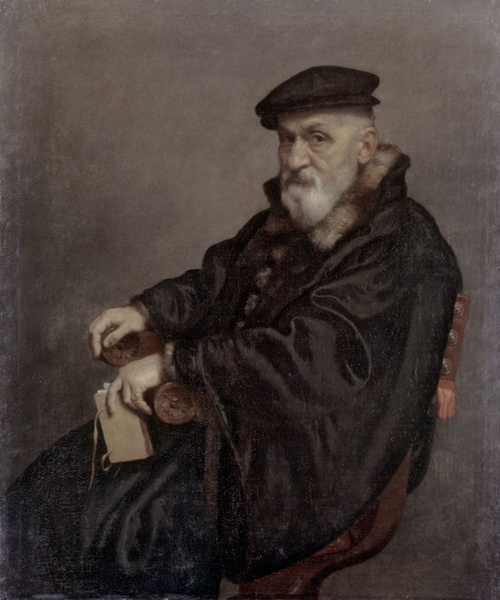

- Ritratto di gentiluomo ventinovenne

### Sala 12
- Evaristo Baschenis, Ragazzo con canestra

### Sala 13
- Canaletto, Il Canal grande da Palazzo Balbi, 1728 circa

### Sala 14
- Francesco Hayez, Caterina Cornaro, 1842

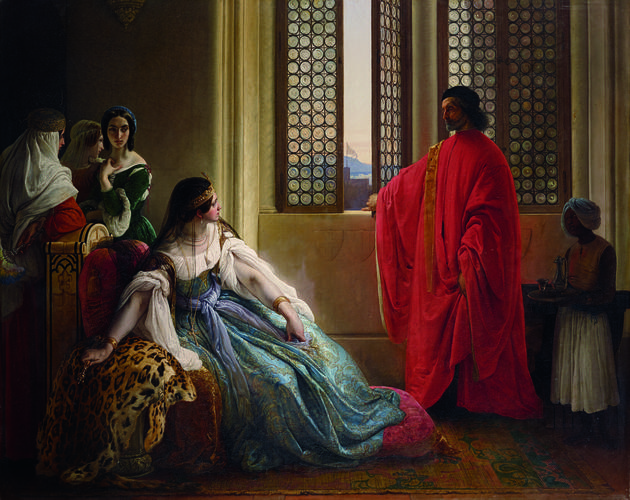

- Lorenzo  Lotto, Ritratto di giovane

### Sala 15
- Piccio, Ritratto della contessa Anastasia Spini, 1838

### Sala 16
- Giuseppe Pellizza da Volpedo, Ricordo di un dolore, 1889

## Accademie partner
Lista parziale delle accademie partner per Erasmus studio e docenza:
- Accademia delle belle arti di Copenaghen
- Università Aristotele di Salonicco
- Accademia reale di belle arti dell'Aia
- Accademia di belle arti di Varsavia
- Facoltà di Belle Arti,  Università di Lisbona
- Università Nazionale d'Arte di Bucarest
- Scuola europea di immagine, Angoulême
- Facoltà di Belle Arti, Università di Granada
- Università Complutense di Madrid
- Università di La Laguna
- Facoltà di Belle Arti, Università di Marmara
- Reale Accademia delle Belle Arti, Stoccolma